# Aurelian Andreescu
Aurelian Andreescu (ur. 12 maja 1942 w Bukareszcie, zm. 22 lipca 1986 w Konstancy) – rumuński piosenkarz.

## Życiorys
Ukończył naukę w szkole technicznej w klasie architektury. Początkowo pracował w biurze projektowym, ale za namową przyjaciół wystąpił w 1963 w programie telewizyjnym Szukając gwiazdy. W tym samym roku zwyciężył na Narodowym Festiwalu Muzycznym w Mamai. Przez kolejne dwa lata występował głównie w barach i klubach nocnych Bukaresztu. W 1965 związał się z zespołem Constantina Tănase, z którym wyjeżdżał na liczne tournée, śpiewając w krajach socjalistycznych, ale także w Niemczech, Austrii i Belgii. Wykonywał utwory folkowe, jazzowe, a nawet bliskie negro spirituals. W 1973 tygodnik kulturalny Săptămina, uznał go za najpopularniejszego piosenkarza rumuńskiego w historii. W jego dorobku było ponad 100 nagranych utworów.
Zmarł na atak serca. Jego imię nosi festiwal dla młodych wokalistów, odbywający się od 1990 w Bukareszcie.

## Dyskografia
- 1973: Succese internaționale (Electrecord)
- 1986: Cele mai frumoase melodii (Electrecord)
- 2002: Aurelian Andreescu
- 2007: Aurelian Andreescu. Muzică de colecție (Jurnalul Național)